# Max Heidegger
Maximilian Aaron Von Heidegger (Los Ángeles, California, 5 de junio de 1997) es un baloncestista estadounidense con nacionalidad israelí que pertenece a la plantilla del Umana Reyer Venezia de la Lega Basket Serie A. Con 1,91 metros de estatura, juega en la posición de base.

## Trayectoria deportiva
Es un base natural de Los Ángeles, California, formado en Crespi Carmelite High School de Encino, California, Blair Academy en Blairstown (Nueva Jersey) y Oaks Christian School en Westlake Village (California). En 2016, ingresó en la Universidad de California en Santa Bárbara, donde jugó durante cuatro temporadas con los UC Santa Barbara Gauchos desde 2016 a 2020.
Tras no ser elegido en el Draft de la NBA de 2020, el 22 de septiembre de 2020, fichó por el Maccabi Tel Aviv de la Ligat Winner.
El 5 de diciembre de 2020, Heidegger fue cedido al Bnei Herzliya de la Ligat Winner, en el que promedió 18,2 puntos, 2,0 rebotes y 2,6 asistencias por partido.
En verano de 2021, disputó con Atlanta Hawks la NBA Summer League. 
El 9 de julio de 2021, Heidegger firmó con EWE Baskets Oldenburg de la Basketball Bundesliga alemana, promedió un total de 18.3 puntos y 4.5 asistencias en 27 minutos en la liga de Alemania.
En la temporada 2022-23, firma por el Merkezefendi Belediyesi de la liga de Turquía, donde promedia 19.5 puntos y 6.3 asistencias con un 37.5% en tiros desde la línea de 6.75.
El 28 de enero de 2023, firma por el Saski Baskonia de la Liga Endesa, hasta el término de temporada 2023-24.
El 8 de septiembre de 2023, Max firmó un contrato 'Exhibit-10' con los Chicago Bulls, pero fue cortado el 12 de octubre con tan solo 1 partido jugado en la NBA. El 2 de noviembre ficha por los Windy City Bulls de la G-League, jugando en total 10 partidos en los que promedió 12,9 puntos y 3,6 asistencias en 25 minutos.
El 8 de enero de 2024, se anuncia su fichaje por Umana Reyer Venezia de la Lega Basket Serie A.